# Lily Allen and Friends
Lilly Allen and Friends je britanska talk show emisija koja se prikazuje na BBC-u. Prva epizoda emitirana je 12. veljače 2008. Emisiju vodi britanska pjevaćica Lily Allen kojoj je to ujedno i prva TV emisija u kojoj je voditeljica.

## O emisiji
Gosti u emisiji su razne poznate osobe te njezini prijateljii koji se pojavljuju on-line putem YouTubea i Myspacea. Svaki tjedan publika ima priliku postaviti pitanje gostu.

### Kontroverze
Tijekom snimanja prve epizode dio publike i njenih prijatelja koji su se trebali pojaviti online otišao je sa snimanja prije završetka snimanja, navodno zbog dosade, crnog humora, neugodne atmosfere te kasnonoćnog snimanja. Lily Allen je odbacila te tvrdnje i izjavila da je dio publike trebao ići da ne zakasni na vlak. Neke učiteljske zajednice napale su BBC zbog isječka prikazanog u emisiji gdje student nastavniku skine hlače. Lily se na to samo nasmijala i izjavila.

Tijekom intervjua s Paddyjem McGuinnessom, Lily je "slučajno" pokazala svoje poprsje publici.

## Popis epizoda

### 1. sezona
| Br. epizode | Datum emitiranja  | Gost                                                           | Glazbeni gost/Izvedena pjesma                   | YouTube junak            | MySpace sastav       |
| ----------- | ----------------- | -------------------------------------------------------------- | ----------------------------------------------- | ------------------------ | -------------------- |
| —           | 5iječanj 2008.    | Alan Davies, Alex James                                        | Alphabeat                                       | —                        | —                    |
| 1           | 12. veljače 2008. | Cuba Gooding, Jr., David Mitchell                              | Reverend and the Makers ("The State of Things") | Tay Zonday               | The Metros           |
| 2           | 19. veljače 2008. | Martin Freeman, Lee Mack                                       | Adele ("Chasing Pavements")                     | The Syncsta Boys         | Kids In Glass Houses |
| 3           | 26. veljače 2008. | Ben Miller, Lacey Turner                                       | Mark Ronson ("Just")                            | Britney Houston          | Yelle                |
| 4           | 4. ožujka 2008.   | Annie Mac, Louis Walsh, Claudia Winkleman                      | The Charlatans ("Oh! Vanity")                   | Greg Pattillo            | The Whip             |
| 5           | 11. ožujka 2008.  | James Corden, Joe Dempsie, Mitch Hewer                         | Róisín Murphy ("You Know Me Better")            | John i Michelle Brubaker | Look See Proof       |
| 6           | 18. ožujka 2008.  | Phill Jupitus, Jermain Defoe, Roxanne McKee, Jennifer Metcalfe | Guillemots ("Get Over It")                      | Breakdancing Baby        | Malakai              |
| 7           | 25. ožujka 2008.  | Lauren Laverne, Joanna Page, Patrick McGuinness                | The Futureheads ("The Beginning of the Twist")  | BeardyMan                | Underground Heroes   |
| 8           | 1. travnja 2008.  | Robert Webb, Alesha Dixon, Danny Dyer                          | One Night Only ("One Night Only")               | Samwell                  | Metronomy            |

### 2. sezona
1. travnja 2008. je BBC potvrdio da će se snimiti i druga sezona emisije koja će sadržavati 8 epizoda. Postoje glasine da će se sezona snimiti tijekom 2010. ili 2011. jer je Lily trenutno zauzeta promoviranjem svog albuma i aktualnom turnejom.